# Ricard Canals
Ricard Canals Llambí (Barcelona, 1876-1931) fue un pintor, dibujante y grabador español.

## Biografía
Formó parte junto con sus amigos los pintores Nonell, Mir, Pichot y Juli Vallmitjana de la Colla del Safrà (Grupo del Azafrán), llamado así por el colorido empleado en sus obras. En 1897 junto con Isidre Nonell viajó a París donde expuso en la galería Chez Dosbourg. En esos años diseñó ilustraciones para revistas como Le Rire. Nonell regresó a Barcelona y Canals se quedó trabajando para el marchante Durand-Ruel y entrando en contacto con Picasso. En Un palco en los toros de Canals, aparecerán luego las esposas de ambos pintores, tiempo después de volver a Barcelona en 1907.
De su obra con temática costumbrista, muy abundante, pueden verse variopintos ejemplos en instituciones especializadas como el Museo Carmen Thyssen Málaga. Además de la pintura de caballete, de grabados, dibujos y pasteles, se dedicó a la pintura mural, como la que realizó para la ‘sala de Comisiones’ de la Casa de la Ciudad de Barcelona. Aunque gran parte de su obra se conserva en el Museo Nacional de Arte de Cataluña. se pueden hallar también piezas suyas en la Biblioteca Museo Víctor Balaguer entre otras instituciones catalanas.

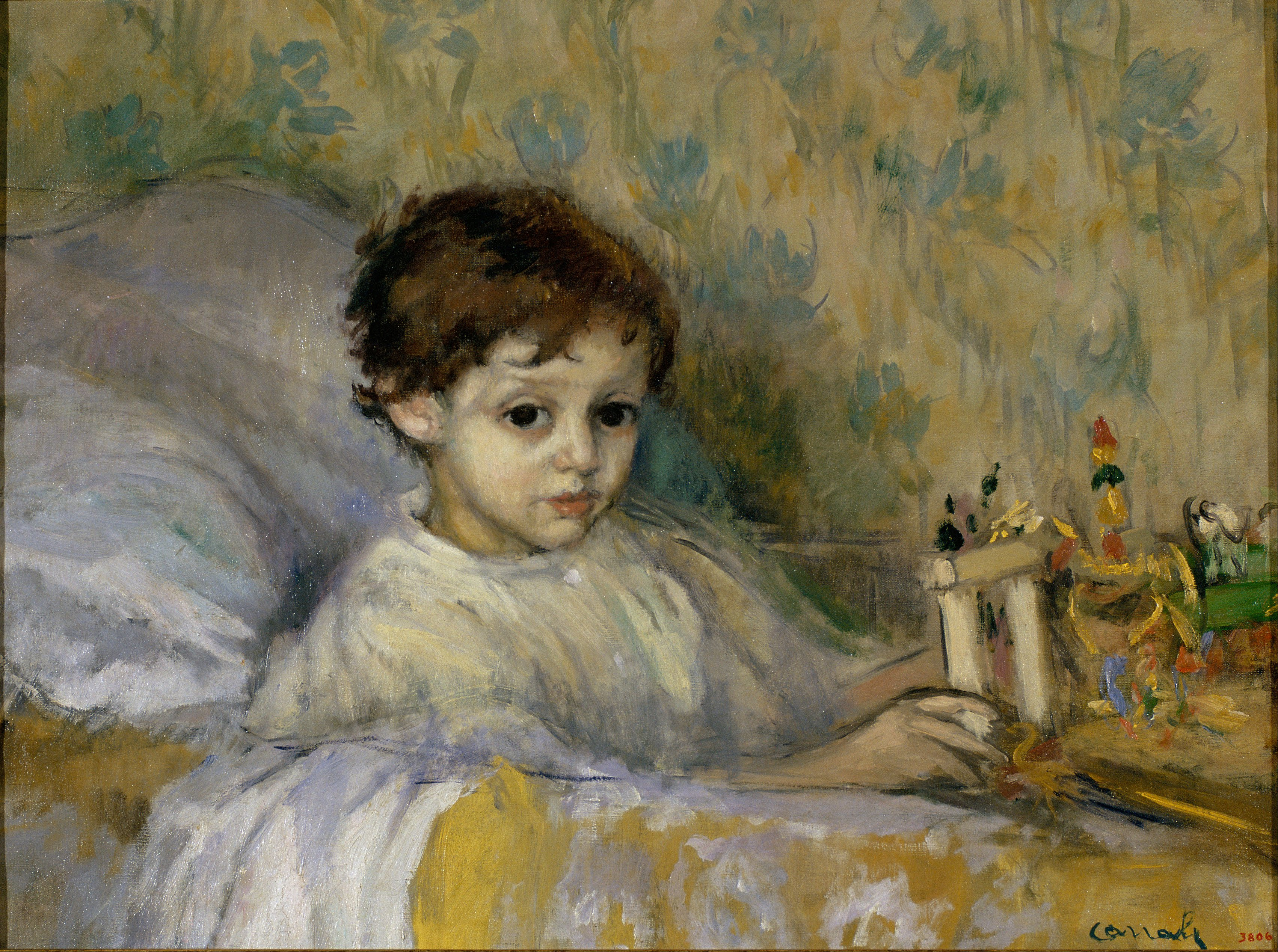
Retrato de su hijo Octavi (hacia 1903).
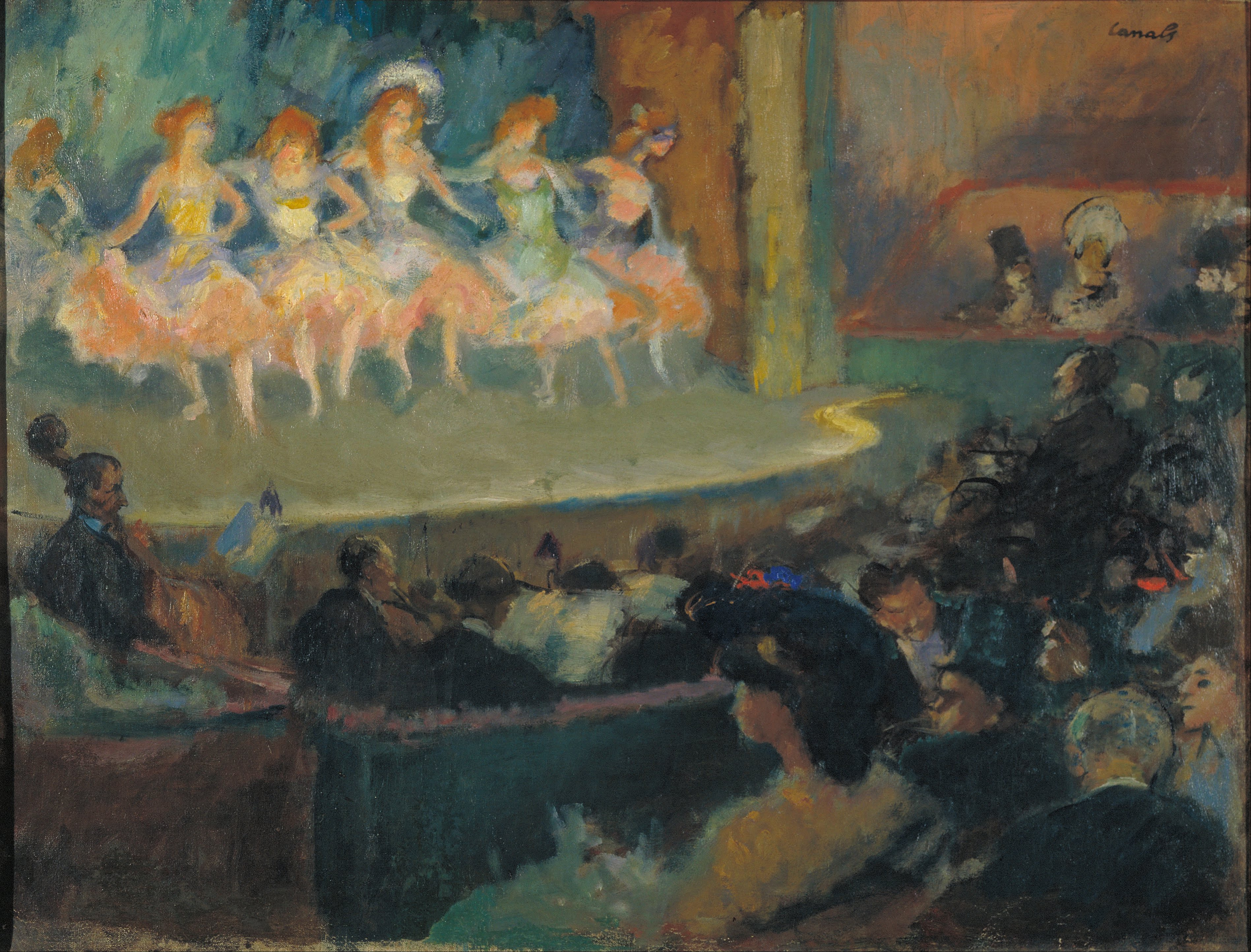
Escenas degasianas en su Cafè concert de 1903.
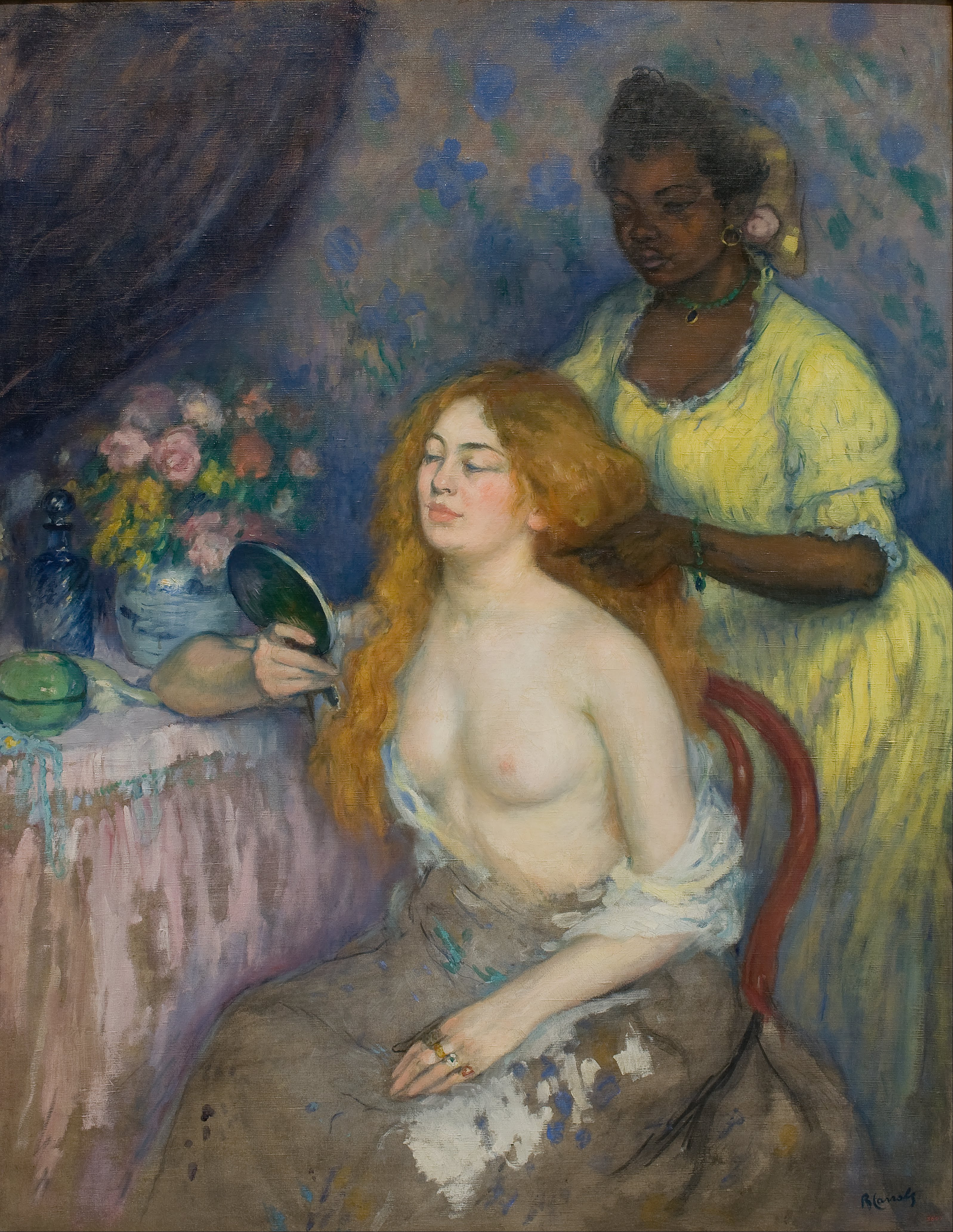
Posible influencia de Renoir, como en La Toilette de 1903.
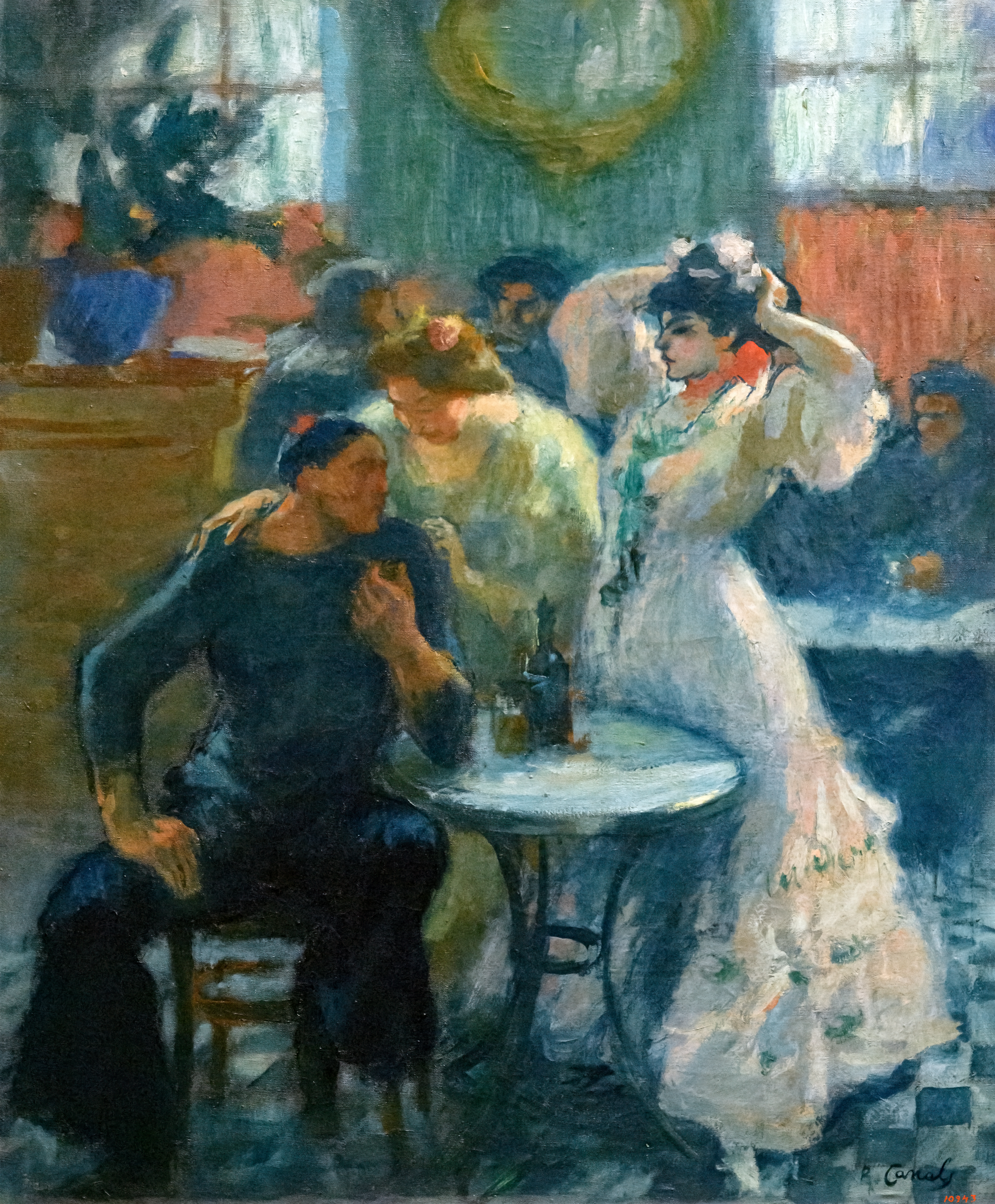
En el Bar (hacia 1910).